# Aubrevillea kerstingii
Aubrevillea kerstingii är en ärtväxtart som först beskrevs av Hermann August Theodor Harms, och fick sitt nu gällande namn av François Pellegrin. Aubrevillea kerstingii ingår i släktet Aubrevillea och familjen ärtväxter. Inga underarter finns listade i Catalogue of Life.